# Пъстрота (ботаника)
Пъстрота в ботаниката е появата на различно оцветени зони (в бял, жълт, червен или др. цвят) в листата, а понякога и в стъблата и плодовете на растенията. Такива растения се наричат пъстроцветни или вариегатни (от англ. variegation: пъстрота). Видове с пъстри индивиди понякога се срещат в подлеса на екваториалните гори и това местообитание е източник на редица пъстри стайни растения.
Пъстротата се причинява от мутации, които засягат производството на хлорофил или от вируси, като мозаечните вируси, които са били изследвани от учени.

## Употреба
Поразителният вид на пъстрите растения е желан от много градинари, а някои съзнателно се опитват да го предизвикат за естетически цели. Има редица книги за градинарство за пъстри растения и някои градинарски общества са специализирани в тях.

## Пъстролистни сортове
Много видове декоративни растения имат разнообразни пъстролистни форми и сортове. Някои от популярните са:
- Кротон
- Gymnocalycium mihanovichii
- Лале получило пъстрота вследствие на вирус от род Potyvirus
- Пъстролистен фикус бенджамин (Ficus benjamina variegated)
- Еластичен фикус с розова пъстрота
- Пъстролистен бръшлян (Hedera Canariensis ’Variegata’)
- Дяволски бръшлян
- Бръшлян
- Японска върба Hakuro-Nishiki
- Cornus alba 'Elegantissima'
- Pandanus veitchii
- Agave americana 'Marginata'
- Ilex aquifolium
- Шефлера Arboricola
- Maranta leuconeura var. erythroneura
- Maranta arundinacea 'Variegata'

## Вижте още
- Химера (генетика)